# Stadtbahn Rhein-Sieg

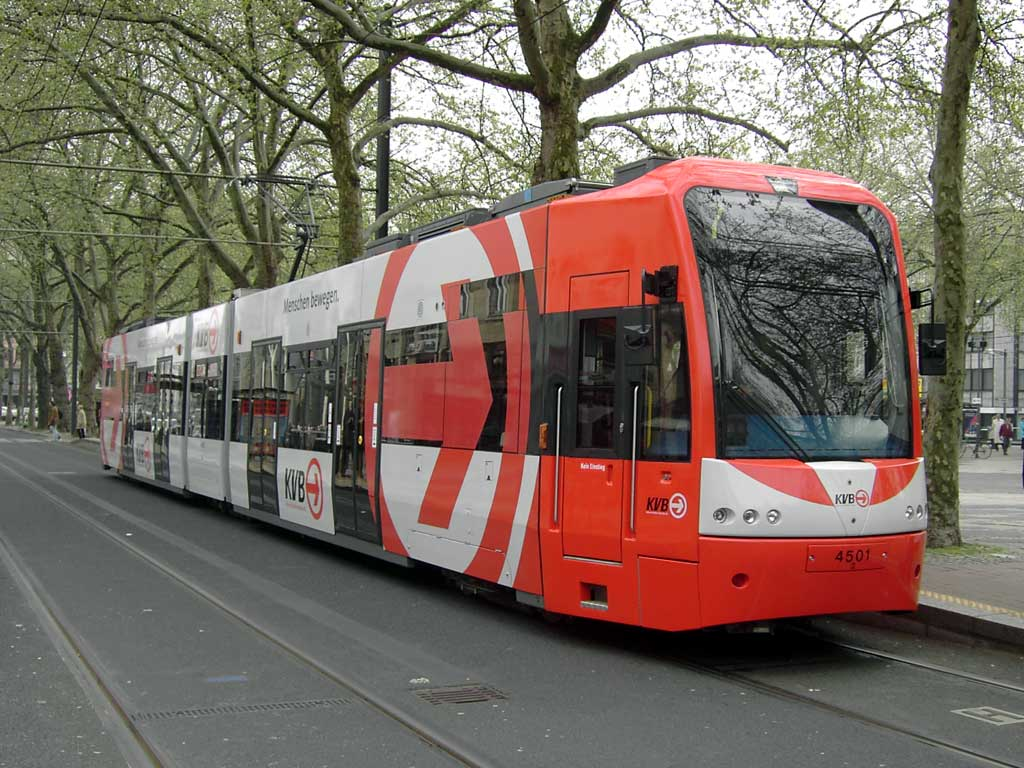
En Kölnspårvagn med typbeteckning K4500

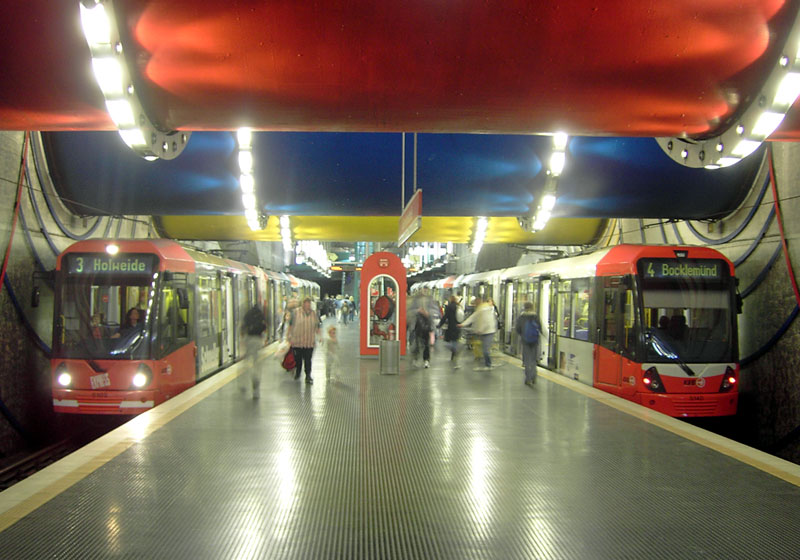
En underjordisk station i Köln, Linje 3 & 4, Äussere Kanalstrasse

Stadtbahn Rhein-Sieg är samlingsnamnet på de snabbspårvägslinjer, delvis i tunnel (premetro) och konventionella spårvägslinjer som binder ihop de tyska städerna Köln och Bonn. Linjenätet i respektive stad kallas också Stadtbahn Köln respektive Stadtbahn Bonn. Nätet omfattar totalt 22 linjer, som bland annat trafikeras av den vanligaste tyska Stadtbahn-vagnen, B-Wagen, och flera varianter av Flexity Swift. Biljettpriserna bestäms av samarbetsorganisationen Verkehrsverbund Rhein–Sieg, VRS. Systemet trafikeras av de båda operatörerna Kölner Verkehrs-Betriebe (KVB) och SWB Bus und Bahn.

Linjenätet i Köln

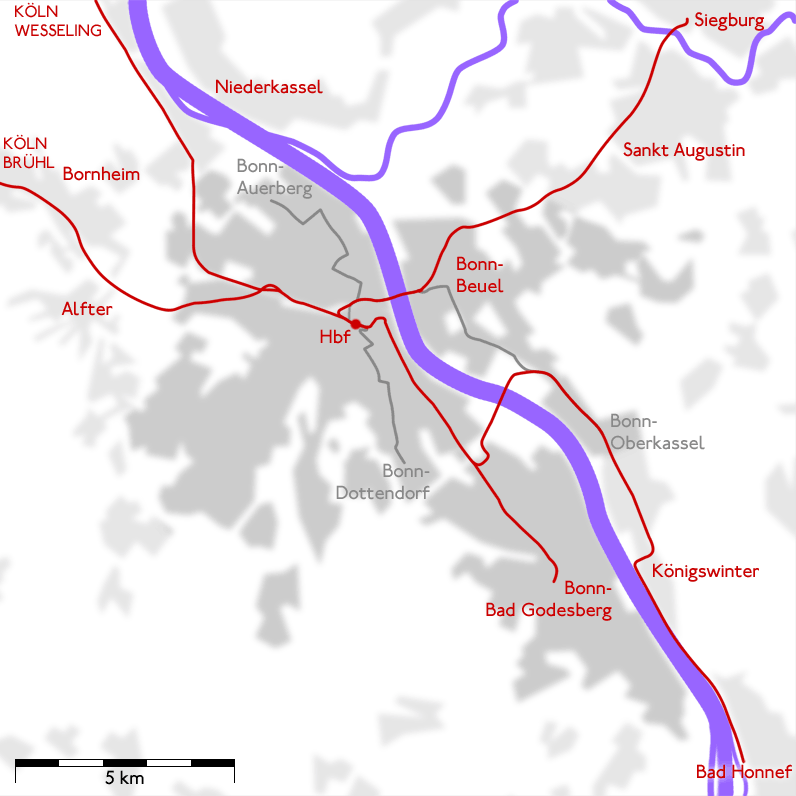
Linjenätet i Bonn, egentlig Stadtbahn i rött och stadsspårvägen i grått

| Linje | Sträcka                                |
| ----- | -------------------------------------- |
| 1     | Weiden – Bensberg                      |
| 3     | Mengenich – Thielenbruch               |
| 4     | Bocklemünd – Schlebusch                |
| 5     | Ossendorf – Reichensperger Platz       |
| 7     | Frechen – Zündorf                      |
| 9     | Sülz – Königsforst                     |
| 12    | Merkenich – Zollstock                  |
| 13    | Holweide – Sülzgürtel                  |
| 15    | Chorweiler – Ubierring                 |
| 16    | Niehl – Bad Godesberg                  |
| 18    | Thielenbruch – Bonn Hauptbahnhof       |
| 61    | Auerberg – Dottendorf                  |
| 62    | Oberkassel – Dottendorf                |
| 63    | Tannenbusch – Bad Godesberg            |
| 65    | Auerberg – Ramersdorf (i högtrafik)    |
| 66    | Siegburg – Bad Honnef                  |
| 67    | Siegburg – Bad Godesberg (i högtrafik) |
| 68    | Bornheim – Ramersdorf (i högtrafik)    |

## Linjer
I Köln infördes först 2003 en uppdelning mellan höggolvslinjer, som trafikeras med höggolvsvagnar med högt insteg, och låggolvslinjer. I Bonn är skillnaden tydligare, eftersom stadsbanan inte ersatte någon stadsspårvägslinje. Både i Köln och Bonn har linjer som tar samma väg genom centrum liknande linjefärger. I Köln har höggolvslinjerna blå, violetta och grå linjefärger, och låggolvslinjerna röda och gröna. Linjerna i Bonn har linjenummer i 60-serien, utom linjerna 16 och 18 som går mellan båda städerna.

## Historia
Köln-Bonns stadsbana har växt fram ur stadsspårvägsnäten i Köln, Mülheim am Rhein och Bonn, samt sex interurbanspårvägar och järnvägar med spårvagnstrafik: Siegburger Bahn, Siebengebirgsbahn, Straßenbahn Bonn – Godesberg – Mehlem, Köln-Frechen-Benzelrather Eisenbahn, Rheinuferbahn och Vorgebirgsbahn.

### Stadsspårvägen i Köln och Mülheim am Rhein
Kölns spårväg grundades 1877 som hästspårväg, och genomgick en kraftig tillväxt. På grund av att spårvägen delade spår med flera interurbanspårvägar byggdes många linjer för en fordonsbredd på 2,50 meter, något som kom att visa sig fördelaktigt när de breda stadsbanevagnarna skulle börja användas. Mülheim am Rhein inkorporerades med Köln 1912, men det skulle dröja till 1933 innan Mülheims spårväg slogs ihop med Kölns. Under andra världskriget förstördes den nord–sydliga spårförbindelsen genom centrum, och liksom i många andra tyska städer ville man förlägga de nya linjerna i tunnel.
Tunnlarna under innerstaden, en nord–sydlig med två grenar i norr, och en ringlinje i väster, byggdes i flera etapper under två faser, 1968–74 respektive 1985–92. 1974 byggdes också ringlinjen 13 ut som högbana. 1976–83 byggdes den öst–västliga tunneln under Deutz, öster om Rhen. Inför fotbolls-VM 2006 byggdes linje 1 ut i anslutning till den nya järnvägsstationen Köln–Weiden West.

### Stadsspårvägen i Bonn
Bonns första spårväg var en hästspårväg som öppnades 1891. 1902 öppnades den första elektriska linjen, och fram till 1909 konverterades de kvarvarande hästspårvagnslinjerna till elektrisk drift. Efter andra världskriget lades många sträckor ned, men två linjer har överlevt och trafikeras idag av låggolvsspårvagnar. Den nya stadsbanetunneln under centrala Bonn som togs i drift 1972–79 kopplar ihop de olika interurbanspårvägarna och används inte av stadsspårvägen, men det finns planer på att även leda stadsspårvägen genom tunneln förbi centralstationen.

### Straßenbahn Bonn – Godesberg – Mehlem
1892 öppnades en enkelspårig, meterspårig järnväg mellan Bonn och Godesberg (numera Bad Godesberg) i söder. Den förlängdes följande år till Mehlem, och byggdes om till normalspårig, elektrisk spårväg 1911. Den byggdes sedan om på olika delsträckor och anslöts slutligen 1972 till den nya stadsbanetunneln under Bonn. Sträckan mellan Bad Godesberg och Mehlem, som inte byggdes om till stadsbanestandard, lades slutgiltigt ned 1976.

### Vorgebirgsbahn och Rheinuferbahn
Vorgebirgsbahn och Rheinuferbahn, som öppnades för trafik 1897 respektive 1905, drevs båda av bolaget Köln–Bonner Eisenbahn, KBE. De går väster om Rhen mellan Köln och Bonn, Rheinuferbahn längs floden och Vorgebirgsbahn längre västerut. Staden Köln var största ägare, och när linjerna fick ekonomiska problem på 1970-talet var det ett incitament till att bygga om linjerna till Stadtbahnstandard och ansluta dem till stadsbanetunnlarna i Köln respektive Bonn. 1975–78 konverterades Rheinuferbahn, och 1978–85 Vorgebirgsbahn. Banorna trafikeras numera av KVB med Stadtbahnvagnar, och även av godståg.

### Siegburger Bahn och Siebengebirgsbahn
Siegburger Bahn stod klar 1911 och förband Bonn med Siegburg, nordost om staden. Siebengebirgsbahn, som korsade Rhen gemensamt med Siegburger Bahn men sedan vek av söderut längs östra stranden, öppnades 1913 och nådde sin nuvarande slutstation i Bad Honnef 1925. Banorna trafikerades av SSB (Siegburger und Siebengebirgsbahn, formellt Elektrische Bahnen der Stadt Bonn und des Rhein–Sieg–Kreises) som än idag äger banorna. Trafikeringen har dock överförts till SWB. 1979–81 kopplades de båda banorna till stadsbanetunneln under centrala Bonn, bland annat med en ny bro över Rhen.

### Köln-Frechen-Benzelrather Eisenbahn
Järnvägen Köln-Frechen-Benzelrather Eisenbahn byggdes 1893 som meterspårig, och byggdes 1914 om till normalspår. Sedan 1955 trafikeras den av spårvagnar från Köln tillsammans med godståg.

## Framtidsplaner
I Köln planeras en förlängning av linje 3 i tunnel från Mengenich till Görlinger Zentrum. För linje 5 planeras en förlängning från Ossendorf till stadsdelen Widdersdorf belägen i kommunens västra periferi. I Kölns innerstad byggs en ny nord–sydlig stadsbanetunnel för att avlasta den befintliga stadsbanetunneln och separera hög- och låggolvslinjer i söder. Den kommer enligt planerna att användas av linje 5 och 16. Tunneln planerades tidigare att stå klar 2011, men har blivit försenad på grund av ett ras 2009 som förstörde stadsarkivets byggnad. Planer för en förlängning av stadsbanetunneln för linje 1 i västlig riktning från Neumarkt  till Universitätsstraße befinner sig i utredningsfasen.
I Bonn planeras en ny stadsbanelinje, Hardtbergbahn, västerut från centralstationen. Den första tunnelsträckan kommer att vara gemensam med stadsspårvägens linjer.